# Mauro Pedrazzini
Mauro Pedrazzini (ur. 15 czerwca 1965 w Eschen) – liechtensteiński polityk i fizyk, minister spraw społecznych w rządzie Adriana Haslera w latach 2013-2021.

## Życiorys
Mauro Pedrazzini przyszedł na świat w Eschen i tam też się wychował. Uczęszczał do szkoły średniej w Vaduz, gdzie zdał maturę w 1985 roku. Studiował fizykę, chemię i astronomię na Uniwersytecie Berneńskim i w 1991 uzyskał tytuł licencjata. W roku 1996 uzyskał natomiast tytuł doktora fizyki na Politechnice Federalnej w Lozannie. Po 2001 roku pracował w Liechtensteińskim Banku Narodowym, a następnie od 2003 w swojej własnej spółce LLB Asset Management. 27 marca 2013 został powołany do rządu Adriana Haslera z ramienia Postępowej Partii Obywatelskiej na stanowisko ministra spraw społecznych, które obejmował również w kolejnej kadencji rządu.